# Lanterna a dínamo
Lanterna a dínamo por dentro
Uma lanterna a dínamo é uma de diversas variedades da lanterna elétrica que funcionam com a eletricidade gerada pelo poder do músculo do usuário (energia mecânica) que pode ser de vários métodos diferentes, como rodar uma manivela ou apertar um gatilho. Assim não precisam a recolocação das baterias, ou do recarregamento de uma fonte elétrica. A fonte luminosa pode ser um bulbo incandescente diminuto ou um diodo luminescente (LED) e também pode ser um oled (diodo emissor de luz orgânica).